# Arjan Stroetinga
Arjan Stroetinga (Oosterwolde, 26 juni 1981) is een Nederlands oud-marathonschaatser en oud-langebaanschaatser namens Team Zaanlander (voorheen Clafis Schaatsteam en de BAM-ploeg) en woonachtig in Wijnjewoude. Hij is de broer van wielrenner Wim Stroetinga. Naast het schaatsen was Stroetinga automonteur.

## Biografie
Stroetinga schaatste vanaf 2007 bij de ploeg van Anema. Stroetinga behaalde zevenmaal de Nederlandse titel op kunstijs; in 2008, 2010, 2011, 2012, 2014, 2016 en 2019. Hiermee is hij recordhouder wat aantal titels betreft.
Ook won Stroetinga op 28 december 2010 de natuurijsklassieker De 100 van Eernewoude.
Stroetinga werd tweemaal tweede op het NK op natuurijs. In 2009 finishte hij achter Sjoerd Huisman, in 2013 was alleen ploeggenoot Christijn Groeneveld hem voor. Twee keer won hij het Open NK marathon op natuurijs (2008, 2012) die beide in Oostenrijk op de Weissensee bij Techendorf plaatsvonden.
In 2013, 2014, 2015 en 2020 werd Stroetinga Nederlands kampioen massastart. In 2015 werd Stroetinga op dit onderdeel eerste wereldkampioen. Hij versloeg in Thialf in de eindsprint Fabio Francolini en Alexis Contin. Al in seizoen 2008/2009 won hij een dergelijke WB-wedstrijd over 10 kilometer als test. In februari 2021 werd bekend dat Stroetinga een punt zette achter zijn schaatscarrière. Op 6 november 2021 ontving Stroetinga uit handen van Pieter de Kroon namens de Raad van Toezicht van de KNSB de Gouden Speld.

## Langebaan

### Persoonlijke records
| Afstand      | Tijd     | Datum            | Baan           |
| ------------ | -------- | ---------------- | -------------- |
| 500 meter    | 38,37    | 22 januari 2016  | Heerenveen     |
| 1000 meter   | 1.19,84  | 24 maart 2009    | Heerenveen     |
| 1500 meter   | 1.51,60  | 10 oktober 2015  | Erfurt         |
| 3000 meter   | 3.48,81  | 28 oktober 2011  | Heerenveen     |
| 5000 meter   | 6.19,18  | 12 maart 2016    | Heerenveen     |
| 10.000 meter | 12.51,92 | 21 november 2015 | Salt Lake City |

### Resultaten
| Jaar | NK Afstanden                               | NK Allround           | WK Afstanden               | Wereldbeker                        |
| ---- | ------------------------------------------ | --------------------- | -------------------------- | ---------------------------------- |
| 2012 | 14e 5000m                                  |                       |                            | 4e massastart                      |
| 2013 | 15e 5000m · massastart                     |                       |                            | massastart                         |
| 2014 | 17e 5000m · massastart                     |                       |                            | massastart                         |
| 2015 | 8e 5000m · massastart                      |                       | massastart                 | 32e 5k/10k 12e massastart          |
| 2016 | 14e 1500m 7e 5000m 5e 10000m 9e massastart | 4e · (17e, , 10e, )   | massastart · achtervolging | 64e 1500m · 8e 5k/10k · massastart |
| 2017 | 9e 5000m · massastart                      | NC11 (17e, 6e, 9e, -) |                            | 42e 5k/10k 23e massastart          |
| 2018 | 11e 5000m                                  |                       |                            | 26e massastart                     |
| 2019 | massastart                                 |                       |                            |                                    |
| 2020 | massastart                                 |                       | 24e massastart             | 11e massastart                     |
| 2021 | massastart                                 |                       | 13e massastart             |                                    |

## Marathon

### Belangrijkste overwinningen
2005/2006
1e The Greenery Six dag 3, Heerenveen
1e Essent Driedaagse 3e dag
2006/2007
1e Essent Driedaagse 1e dag
1e Essent Cup 12, Assen
2007/2008
1e KNSB Cup 12
1e Marathon Haaksbergen
Nederlandse titel op kunstijs 
1e KPN Open Nederlandskampioenschap , Weissensee
1e KNSB Cup 11
1e Essent Cup 4
1e KNSB Cup 6
1e KNSB Cup 4
1e KNSB Cup 3
2008/2009
Winnaar KNSB Cup
1e KNSB Cup 11, Alkmaar
1e Essent ISU World Cup, Heerenveen
1e Essent Cup 9, Assen
1e Essent Cup 6, Assen
1e Essent Cup 5, Utrecht
1e Essent Cup 3, Eindhoven
1e KNSB Cup 7, Deventer
1e KNSB Cup 6, Enschede
1e KNSB Cup 2, Utrecht
1e KNSB Cup 1, Amsterdam
2009/2010
1e Grand Prix Flevonice 3
Nederlandse titel op kunstijs 
1e Marathon Cup 17, Heerenveen
1e Marathon Cup 15, Groningen
1e Marathon Cup 8, Amsterdam
1e Marathon Cup 6, Den Haag
1e Marathon Cup 5, Deventer
1e Marathon Cup 2, Heerenveen
2010/2011
Nederlandse titel op kunstijs 
De 100 van Eernewoude
1e KPN Marathon Cup 10, Amsterdam
1e KPN Marathon Cup 4, Den Haag
1e KPN Marathon Cup 3, Utrecht
1e KPN Marathon Cup 2, Heerenveen
2011/2012
1e KPN Open Nederlandskampioenschap , Weissensee
Nederlandse titel Massastart 
1e kwalificatiewedstrijd World Cup Mass-start
Nederlandse titel marathonschaatsen op kunstijs 
1e KPN Marathon Cup 10, Breda
1e KPN Marathon Cup 7, Tilburg
1e KPN Marathon Cup 6, Haarlem
1e KPN Marathon Cup 5, Den Haag
1e KPN Marathon Cup 4, Eindhoven
2012/2013
Wereldbeker massastart
1e KPN Marathon Cup Finale, Amsterdam
Nederlandse titel Massastart 
1e KPN Marathon Cup 12, Enschede
1e KPN Marathon Cup 11, Hoorn
1e KPN Marathon Cup 5, Heerenveen
1e KPN Marathon Cup 4, Den Haag
1e KPN Marathon Cup 1, Amsterdam
2013/2014
Nederlandse titel Massastart 
Nederlandse titel op kunstijs 
1e KPN Marathon Cup 11, Breda
1e KPN Marathon Cup 9, Assen
1e KPN Marathon Cup 7, Eindhoven
2014/2015
Wereldkampioen massastart 
Nederlandse titel massastart 
1e KPN Marathon Cup 11, Groningen
1e KPN Marathon Cup 3, Eindhoven
1e Mass-Start 1, Den Haag
2015/2016
Nederlandse titel op kunstijs 
2016/2017
1e KPN Marathon Cup 1, Amsterdam
1e KPN Marathon Cup 15, Tilburg
2018/2019
Nederlandse titel op kunstijs 